# 大坂なおみ
大坂 なおみ（おおさか なおみ、英: Naomi Osaka、1997年10月16日 - ）は、大阪府大阪市中央区出身の女子プロテニス選手。
WTAランキング自己最高位はシングルス1位、ダブルス324位。これまでにWTAツアーでシングルス7勝を挙げている。うちグランドスラムは通算4勝で、2018年と2020年の全米オープン、および2019年と2021年の全豪オープン優勝者。身長180cm。体重75kg。右利き、バックハンド・ストロークは両手打ち。
2019年までは日米二重国籍だったが、22歳の誕生日を迎えるにあたり日本国籍を選択、選手登録は日本。日清食品ホールディングス所属。マネージメントはIMG。拠点はボカラトン、エバートテニスアカデミー。姉の大坂まりもプロテニス選手。
シングルの選手として、男女を通じてアジア国籍選手で初の世界ランキング1位。日本人初のグランドスラムシングルス優勝。プレミア・マンダトリー優勝。日本人史上3人目となるWTAファイナルズ出場。WTAアワード年間最優秀新人賞。

## 選手経歴

### ITFデビューまで
1997年10月16日、大阪府大阪市で生まれ、中央区の空堀商店街近くに住んだ。1999年全仏オープン女子ダブルスを優勝したビーナス・セリーナのウィリアムズ姉妹を見た父と姉の大坂まりの影響で3歳からテニスを始め、テニス経験のない父の教えの下、近所の靱テニスセンター等で練習し、2001年にアメリカ合衆国へ移住し、父方の祖父母がいるニューヨーク州ロングアイランドのエルモントに住んだ。母は日系企業に勤めて家計を支え、姉妹は全米オープンの会場でもあるナショナル・テニス・センター等で毎日6時間近く練習した。オルデン・テラス小学校三年生まで過ごした。2006年フロリダ州に移住し、ペンブロークパインズの公共コートで練習した。2007年8月、全国公共公園テニス協会選手権で大坂まりとの14才以下女子ダブルスで優勝した。また14才以下のフロリダ選抜に選ばれた。2008年ヨネックスとスポンサー契約を結んだ。Broward Virtual中学・高校に入学した。

### 2011-15年
プロツアー出場資格が得られる14歳になった2011年10月、ITFサーキット「モンテゴ・ベイ大会」でデビューした。以降厳しい環境を求めてジュニア大会には目を向けず、ツアー下部大会に出場した。
2013年6月ITFサーキットエルパソでサナズ・マランドに敗れたが準優勝。9月、プロに転向した。
2014年6月飛び級で高校を卒業した。7月バンク・オブ・ウェスト・クラシックで初めて予選を突破し本戦出場。1回戦で対戦した2011全米オープン女王のサマンサ・ストーサーに2-1で勝利。最速193km/hのサーブで大番狂わせを演じた。
2015年5月カンガルーカップで鄭賽賽に敗れ準優勝した。10月試合制限解禁の18才になる。WTAファイナルズのライジング・スター・インビテーショナルに出場。キャロリン・ガルシアを下し優勝した。11月WTA125Kシリーズのフワヒン選手権でヤロスラワ・シュウェドワに敗れるも準優勝した。年間最終世界ランキングは144位。

### 2016年 トップ50入り
全豪オープンでは予選を突破し、グランドスラム初出場。本戦でも2回戦で第18シードのエリナ・スビトリナに勝利。3回戦でビクトリア・アザレンカに敗れた。4大大会初出場で3回戦進出は小幡陽子以来52年ぶり。
3月のマイアミ・オープンでは予選を突破し本選出場、本選2回戦で元世界ランキング5位のサラ・エラニを破って3回戦まで進出した。大会後のランキングで95位となりトップ100入りをした。
全仏オープンでは1回戦で第32シードのエレナ・オスタペンコに6-4, 7-5で勝利。2回戦でもミリヤナ・ルチッチ＝バロニに6-3, 6-3で勝利。3回戦では世界ランク6位のシモナ・ハレプと対戦、第1セットを先取するも6-4, 2-6, 3-6で惜敗した。
ウィンブルドンは、ひざのけがのため欠場。
全米オープンでは1回戦で第28シードのココ・バンダウェイに6-7(4), 6-3, 6-4で勝利、2回戦で段瑩瑩に6-4, 7-6(3)で勝利し3回戦進出。3回戦では第8シードのマディソン・キーズを相手に第3セット5-1で、あと2ポイントまで追い込むも、そこから逆転され、5-7, 6-4, 6-7(3)で敗れた。
9月の東レパン・パシフィック・オープンではワイルドカードで出場。1回戦で土居美咲との日本勢対決に6-4, 6-4で勝利すると、2回戦で第6シードのドミニカ・チブルコバに6-2, 6-1で圧勝、準決勝でエリナ・スビトリナに1-6, 6-3, 6-2で逆転勝利と強豪を撃破し、WTAツアーで自身初の決勝進出を果たす。決勝は元世界ランキング1位のキャロライン・ウォズニアッキに5-7, 3-6で敗れ準優勝となった。大会後のランキングで47位となりトップ50入りを果たす。これらの活躍が評価され、日本勢初となるWTAアワード最優秀新人賞を受賞した。11月25日、日清食品ホールディングスとの所属契約を結んだ。

### 2017年 トップ10選手初勝利
全豪オープンでは、2回戦で第9シードのジョアンナ・コンタに敗れた。全仏オープンは初戦敗退。

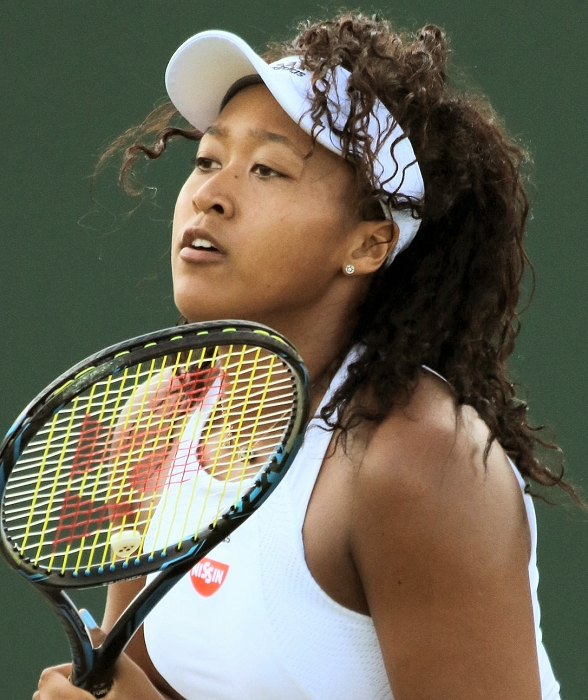
2017年ウィンブルドン

7月、ウィンブルドンでは2回戦で第22シードのバルボラ・ストリコバに勝利したが、3回戦で第10シードのビーナス・ウィリアムズに敗れた。
全米オープンでは初戦で前回覇者で第6シードのアンゲリク・ケルバーに勝ちトップ10に初勝利した。全米オープンで前回覇者が1回戦で敗退するのは全137回のうち女子では2度目、男子を含めても3度目という歴史的な番狂わせであった。その後3回戦でカイア・カネピに敗れた。年間最終世界ランキングは68位。12月、セリーナ・ウィリアムズらトップ選手のヒッティング・コーチを務めたサーシャ・バインがコーチになった。彼はキャロライン・ウォズニアッキとの契約終了2日後にコーチの依頼が来たことに、掛け持ちはしないこと、自身から契約破棄しないことから3日前に連絡が来ていたら断っていたことを「これも運命だね」と語る。また女子選手が200km/hクラスの高速サーブを打てるならば、黙っていてもトップ30圏内に入れる可能性があるのに、当時70位前後であったのを理解できなかったという。

### 2018年 プレミアマンダトリー・全米初優勝

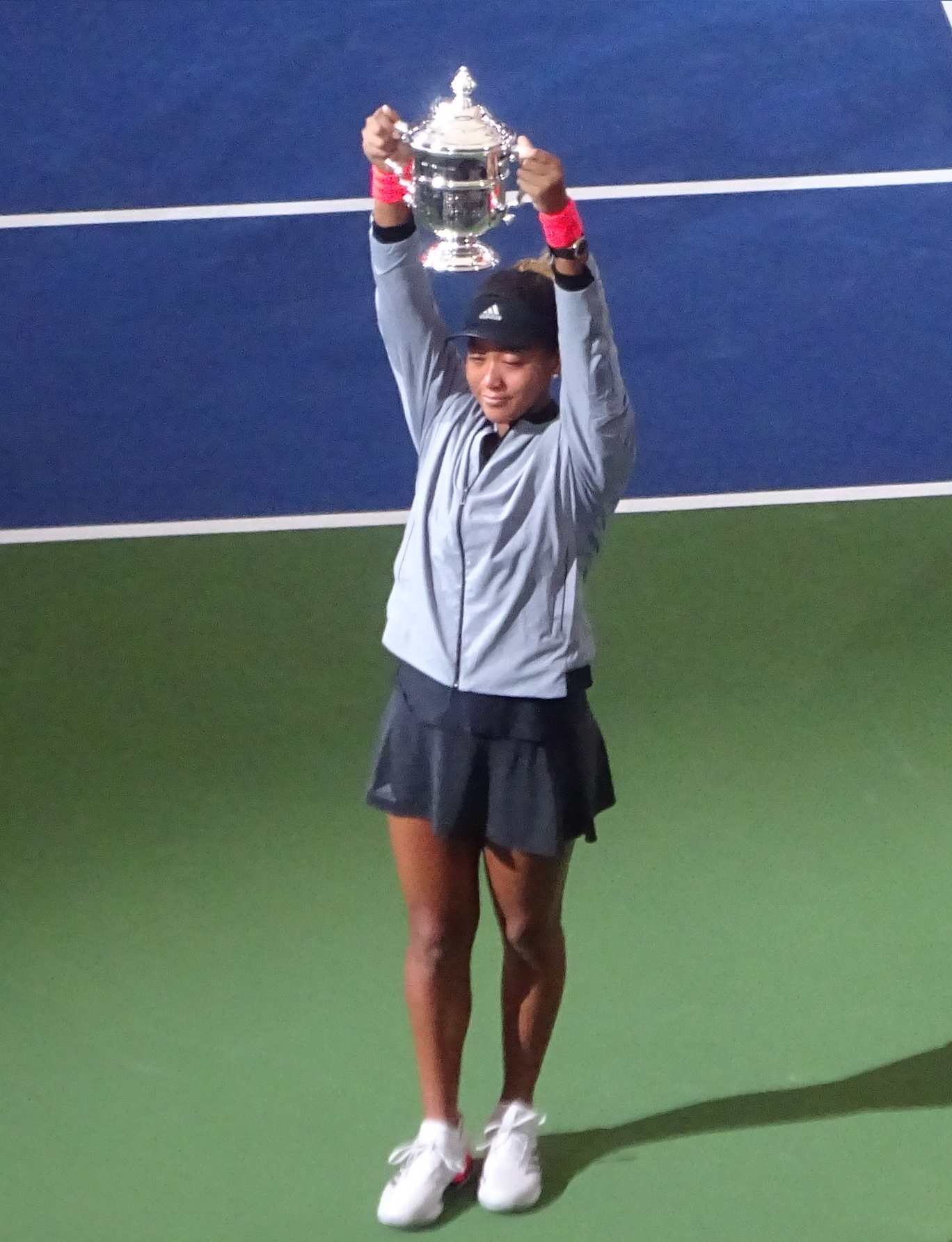
2018全米オープン優勝セレモニー

全豪オープンでは、2回戦で第16シードのエレーナ・ベスニナ、3回戦でアシュリー・バーティに勝利したが、4回戦でシモナ・ハレプに敗れた。
3月、ツアーカテゴリで4大大会に次ぐプレミア・マンダトリートーナメントのインディアンウェルズ・マスターズで1回戦・元世界1位マリア・シャラポワに6-4 6-4で勝利。その後も勝ち進み、準々決勝で世界ランク5位のカロリナ・プリスコバに6-2 6-3で勝利、準決勝で現世界ランク1位のシモナ・ハレプに6-3 6-0で勝利。そして決勝でダリア・カサキナに6-3 6-2で勝利しWTAツアー初優勝。シングルスでのプレミア・マンダトリー大会優勝は日本人女子初である。この優勝により、WTAランキングを44位から22位とした。練習拠点であるエバートテニスアカデミーで、練習をよく見ていた元世界1位のクリス・エバートは「サーシャを高く評価したい。彼は、彼女に何が欠けていたのか、何が必要かを知っていた。彼女の動きは（コーチ就任前と）明らかに違ってきている」とコーチ変更が初優勝への背景にあることを指摘した。続くプレミア・マンダトリートーナメントであるマイアミ・オープンでは、1回戦で同大会8回の最多優勝記録を持つセリーナ・ウィリアムズに6-3 6-2のストレート勝ちを収めた。
グランドスラムで初めてシード選手として迎えた全仏オープンは3回戦で第13シードのマディソン・キーズに1-6, 6-7(7)で敗れた。7月、ウィンブルドンでは3回戦で初めてのセンターコートでプレーしたがアンゲリク・ケルバーに敗れた。
8月17日、インスタグラムでプレッシャーを感じていたこと、克服しつつあることを告白した。全米オープンでは第20シードで出場。3回戦をダブルベーグルで勝利し、4回戦でアリーナ・サバレンカを6-3、2-6、6-4で下すと、準々決勝ではレシヤ・ツレンコを6-1、6-1で圧倒し、日本女子として1996年ウィンブルドンの伊達公子以来22年ぶりのグランドスラムベスト4進出（全米オープンに限れば初めて）を決めた。準決勝はマディソン・キーズに6-2、6-4とストレートで勝利し、グランドスラムで日本女子史上初の決勝進出を果たした。決勝はセリーナ・ウィリアムズを6-2、6-4のストレートで下し、20歳でグランドスラム初優勝を果たした。この優勝でWTAランキングも7位に上昇、トップ10入りをした。続く東レパン・パシフィック・オープンはカロリナ・プリスコバに敗れたが準優勝した。10月、錦織圭と伊達公子に並ぶ日本人歴代最高タイの4位を記録した。また日本女子で3人目のWTAファイナルズに出場した。年間最終世界ランキングは5位。

### 2019年 全豪初優勝 世界1位
全豪オープンでは第4シードとして出場し、3回戦で第28シードの謝淑薇に5-7、6-4、6-1で勝利、4回戦で第13シードのアナスタシヤ・セバストワに4-6、6-3、6-4で勝利し、初めて全豪オープンベスト8に進出した。準々決勝では第6シードのエリナ・スビトリナに6-4、6-1で勝利し、これにより錦織圭と伊達公子の持つ4位の記録を上回り男女通じて日本勢最高の世界ランキング3位以上が確定した。準決勝では、第7シードのカロリナ・プリスコバに6-2、4-6、6-4で勝利した。勝利した方が世界ランキング1位となる決勝では、第8シードのペトラ・クビトバに7-6(7-2)、5-7、6-4で勝利し初優勝を果たした。グランドスラム初優勝からの連続優勝はジェニファー・カプリアティ以来18年ぶり、オープン化以降史上6人目の快挙となった。また、生涯獲得賞金が11億円を超え杉山愛を抜き日本最多となった。今大会ではサービスエース・リターンエース・ウィナー・ブレークの数が女子シングルスの出場者で最も多く、これについて杉山愛は「大坂は『ビッグサーバー』から『オールラウンダー』の選手に変貌を遂げた」と語っている。また、他にも優勝の要因として、「肉体改造によるバックハンドの威力向上」「精神面での成長」を挙げた。1月28日付の世界ランキングで、李娜の持つ2位の記録を上回り男女通じてアジア人初の1位となった。
しかし2月、サーシャ・バインとのコーチ関係を解消したところから、大坂の歯車が狂い始めた。3月のBNPパリバ・オープン、5月のマドリード・オープン、8月の全米オープンと、同世代のベリンダ・ベンチッチに3連敗。グラスコートシーズンではバーミンガム・クラシック、ウィンブルドン選手権とユリア・プチンツェワに連敗するなど苦しんだ。それでも9月に父のレオナルド・フランソワ氏が代理コーチに就任すると、生まれ故郷の大阪で開催された東レ・パンパシフィック・オープンでは2年連続決勝進出、決勝でアナスタシア・パブリュチェンコワを6-2, 6-3で下しツアー4勝目を挙げた。続くチャイナ・オープンでも、準々決勝で全米王者のビアンカ・アンドレースクを、準決勝では同大会前年優勝のキャロライン・ウォズニアッキを、そして決勝では世界ランキング1位のアシュリー・バーティをそれぞれ破り優勝。日本人選手が2大会連続で優勝するのは史上初のことであり、スランプからの復活を印象づけた。WTAファイナルズはラウンドロビン初戦でクビトバを7-6, 4-6, 6-4で破り同大会初白星を挙げたが、第2戦を前に右肩の負傷のため欠場を発表し、シーズンを終えた。年間最終世界ランキングは3位。

### 2020年 全米V2
年始のブリスベン国際でベスト4入りした後、全豪オープンに前年覇者として挑んだが、3回戦で新星コリ・ガウフに3-6, 4-6で敗れた。
3月から新型コロナウイルス感染症の流行の影響でツアーが中断された際には、「マリオテニス エース」を使用した国際チャリティー大会に出場して錦織圭と対戦した。
ツアー再開後の復帰戦、ウエスタン・アンド・サザン・オープンではベスト4入りするも、ウィスコンシン州で起きた黒人襲撃事件（ジェイコブ・ブレークへの銃撃事件）に抗議する意を込めて翌日の準決勝を棄権すると発表した。しかし、大会側も大会日程を1日延期することを表明したため、棄権を撤回。準決勝にも勝利したが、この試合で負傷したため決勝は棄権した。
全米オープンでは第4シードとして出場、勢いそのままに勝ち上がり決勝まで駒を進めると、前哨戦の決勝で対戦する予定だったビクトリア・アザレンカを1-6, 6-3, 6-3の逆転で破り、2年ぶり2回目の優勝を果たした。また、引き続き黒人襲撃事件への抗議の意を込めるため、着用しているマスクに過去の犠牲者の名前を記したことでも大きな話題となった。全仏オープンは脚の痛みで欠場し、そのままシーズンを終えた。年間最終世界ランキングは3位。

### 2021年 全豪V2 無期限休養による離脱
第3シードで参戦した全豪オープンでは、3回戦まではストレート勝ちで順調に勝ち上がった。4回戦では、スペインのガルビネ・ムグルサを相手に一時はマッチポイントを握られるなど苦戦したが、冷静さを失わず4-6、6-4、7-5で逆転に成功した。これ以降、準々決勝では台湾の謝淑薇を、準決勝では米国のセリーナ・ウィリアムズをいずれもストレートで下した。決勝でも米国のジェニファー・ブレイディを6-4、6-3のストレートで下し、2年ぶり2度目の全豪オープン優勝を決めた。その後マイアミ・オープンでは準々決勝でマリア・サッカリに敗退。去年のシーズン再開から続いていたマッチ連勝が23でストップした。
元来苦手とされているクレーコートのグランドスラム大会、全仏オープン開幕直前の5月27日に、「選手の精神状態が軽視されている」と訴え、試合後の記者会見には出席しないことを宣言した。30日の1回戦、パトリシア・マリア・ティグを6−4，7−6で破ったものの、宣言通り試合後の会見を拒否した（ただしオンコートのインタビューは笑顔で受けた）。結果、主催者は1万5000ドル（約165万円）の罰金を科した上で、4大大会の主催者合同で「違反を続けると大会からの追放、4大大会出場停止もあり得る」と警告、世界的に大きな話題となった。
2回戦を控えた5月31日（現地時間）自身のtwitterで、大会を棄権することを電撃表明。「トーナメントにとって最善の方法は、他の選手、そして私自身の健康のためにも、みんながテニスに集中することができるように、私がこの大会を棄権することだと思う。決して、みんなの邪魔になることだけはしたくなかった」とコメント。
更に、「The truth is that I have suffered long bouts of depression」とも記し、2018年の全米オープン以降、長い間うつ状態（depression）に悩まされていた事実を告白した。「真実は私は2018年全米オープン以来、長い間うつ状態に苦しんできたということです。そして、その対処に本当に苦労しました。私を知っている人なら私が内向的であることを知っているでしょうし、トーナメントで私を見た人なら、社会不安を柔らげるためのヘッドフォンをしていることに気付くでしょう」。
そして、会見拒否については「私は世界中のメディアに話す前に大きな不安の波に襲われます。本当に緊張し、できる限り最善の答えを出そうとすることにストレスを感じます。パリで私はすでに不安を感じていたので、セルフケアとして記者会見をスキップした方がいいと考えました。ルールがかなり古くなっている部分があると感じたので、先制的に発表しました」と、説明した。また、トーナメント側には謝罪したことを明かした。今後については「今はコートから少し離れますが、その時が来たら、ツアーと協力し、選手、報道陣、ファンにとってより良いものにする方法を話し合いたいと思います」と語った。
全仏主催者は「大坂なおみ選手には申し訳なく、悲しい思いをしています。なおみがローランギャロスから撤退した結果は残念です。彼女の一刻も早い回復を祈っており、来年なおみを迎えることを楽しみにしています。すべてのグランドスラム、WIA、ATP、ITFはすべてのアスリートの健康とメディアを含むトーナメント参加者のあらゆる側面を継続的に改善していきます。」と、声明を発表した。
大坂の言動に対し、他のテニス選手からは「会見も仕事の一部」とする意見が多く発せられ、同調する者はいなかったが、コメントには理解や尊重も付随していた。さらに、一連の騒動は種目を超えてスポーツ界全体の話題になり、NBAスターのステフィン・カリーやジャ・モラント、あるいはF1王者のルイス・ハミルトンなどから応援を受けた。
2021年7月23日夜に行われた2020年東京オリンピックの開会式では聖火ランナーの最終走者として聖火台に点火し、東京都知事の小池百合子から「この大会を象徴するものだった」と称された。テニス競技では女子シングルス3回戦でマルケタ・ボンドロウソバ（チェコ）にストレートで敗れた。連覇を狙った全米オープンでも3回戦で準優勝することになる新鋭レイラ・フェルナンデスに1-2で敗退するなど、全豪以降大会で優勝を挙げられない中、試合後の会見で無期限休養を発表した。そのままシーズンを終了し、最終順位は13位。

### 2022年 復帰と故障
1月のメルボルンサマーセット1で約4か月ぶりのツアー復帰を果たし、準決勝まで進んだものの、腹部負傷のためここで棄権。万全を期して連覇へ臨んだ全豪オープンだったが3回戦でアマンダ・アニシモバに1-2の逆転負けを喫し、連覇はならず。これにより大会明けの世界ランキングで85位まで順位を落とした。次戦として3月のBNPパリバ・オープンに出場したが、2回戦の第1セットで冒頭で、観客から「なおみ、お前は最低だ」と暴言ヤジを受け、堪えきれず涙した。0-6, 4-6で敗戦後には、敗者として珍しいオンコート・インタビューを行い、涙したのは21年目にウィリアムズ姉妹が同じ仕打ちを受けた映像が思い浮かんだからだと説明した。マイアミ・オープンでは立て直し、準決勝で東京五輪金メダルのベリンダ・ベンチッチに逆転勝ち。決勝では世界1位昇格が確定したイガ・シフィオンテクとの対戦し、4-6, 0-6で敗れるも、「いつもほどがっかりはしていない。」と話した。5月のムチュア・マドリード・オープンで右足首を負傷後は、他の部位の故障も続発し、度々離脱した。5年ぶりに優勝なく、最終順位は42位。

### 2023年 妊娠による離脱
1月11日に自身のSNSで第1子妊娠を発表し、7月に長女を出産した。2024年1月の復帰目標を掲げた。丸一年離脱したため、ランキングは消滅した。

### 2024年 産後復帰
年始のブリスベン国際で復帰し、復帰後初白星もあげた。カタール・オープンでベスト8、BNLイタリア国際でベスト16に入るなどして、8月には世界ランキングでトップ100に復帰した。中国オープンでベスト16入りするも、準々決勝を背中の故障で途中棄権。そのままシーズンを終えた。

### 2025年
1月、ニュージーランドのASBクラシックに出場した大阪は、ヘイリー・バプティストに逆転勝ちし、久々の決勝進出となったが、決勝戦のクララ・タウソン戦では、第一セットを6-4で奪ったあと、腹部の痛みで棄権し、準優勝だった。全豪オープンは出場したが、腹部の痛みは治らず、3回戦を負傷棄権した。
3月のパリバ・オープンで復帰するも、1回戦をストレート負けとなった。試合後、大坂はSNSを更新し、「人生で最悪の試合をした」とつづり、「見てくれた皆さんに本当に申し訳ない」と謝罪した。それでも、続くマイアミ・オープンではベスト16に入った。
クレーシーズンでは、マドリード・オープンで1回戦敗退となると、次戦として9年ぶりに下部大会（サンマロ・オープン、WTA125）に出場。決勝まで勝ち進み、カヤ・ユバンと対戦。ストレートで第一、第二セットを奪い、優勝を飾った。産後初の優勝であるとともに、クレーコートの大会での優勝も自身初であった。
5月26日、大坂は全仏オープンに出場。初戦はパウラ・バドサと対戦。第一セットは大坂が先取したものの、続く第二、第三はバドサが奪い、大坂は初戦敗退となった。
7月、大坂はウィンブルドン選手権に出場。初戦と2回戦に勝利し、7月4日には3回戦でアナスタシア・パブリュチェンコワと対戦。第一セットは取るものの、第二、第三は落とし、自身初となる4回戦進出は阻まれた。

## 日本代表
2011年10月、全米テニス協会が大坂にほとんど関心を示さなかったので、父親が「テニス選手としての国籍」は日本を選択した。
2013年9月、東レパン・パシフィック・オープン予選に出場。初戦でシルビア・ソレール・エスピノサに敗れるも、吉川真司代表コーチが「すごい才能」と日本テニス協会に報告した。2014年7月、バンク・オブ・ウェスト・クラシックで本戦出場後、日本テニス協会に登録していないが、日本オリンピック委員会から強化指定選手の認定を受けた。2016年6月6日、特例による五輪出場資格の56位以内を目指していたが、87位と届かずリオ五輪に出場出来なかった。
2019年10月に日本国籍を選択する手続きを行った。

### フェドカップ
2017年2月、フェドカップの日本代表に初選出され、アジア・オセアニアゾーン１部決勝で自身はガリナ・ボスコボワに勝利したがチームは敗れた。2018年4月、フェドカップはワールドグループ2部プレーオフで勝利し4年ぶりのワールドグループ2部昇格に貢献した。

### ホップマンカップ
2018年1月、ホップマンカップは予選敗退した。

## プレースタイル
アグレッシブ・オフェンシブベースライナー。豪快でパワー溢れるグラウンドストロークを持ち味とし、両サイドからウィナーを打つことが出来る。パワフルなフォアハンドが武器であるが、脚を踏ん張り、一度の強打で形勢を逆転できるバックハンドも得意。サーブも非常に強力で、最速サービス記録歴代10位の201km/h（125マイル）を計測し、また様々なスピンサーブも打て、緩急をつけることができる。
好きなサーフェスはハード。好きなショットはフォアハンド。
第1セットを先取すると気持ちが乗り負けない。2016年10月の天津オープン準々決勝以降61連勝。第1セットを先取した試合は過去81試合。ストレート勝ちが69試合、フルセット勝ちが7試合で、勝率は約9割3分8厘。第1セットを落とした試合は64試合で、ストレート負けが43回、フルセットでの敗退が8回で、逆転勝ちは13回だけ。勝率は約2割3厘。

## 人物

### 家族
父親はハイチ共和国ポルトープランス出身で、アメリカ合衆国のニューヨーク市立大学シティカレッジで学んだ後、13年間日本に在住した、
ハイチ系アメリカ人。母親は北海道根室市出身の日本人で、名字の「大坂」は母方から来ている。札幌市で出会った両親は、その後大阪市に転居し、父親は市内で大手語学学校の英語講師をしていた。姉の大坂まりもプロテニス選手である。母方の祖父は、第二次世界大戦終戦の年の1945年に北海道の北方四島歯舞群島の勇留島で生まれ、根室漁業協同組合組合長をしている。札幌市の住居が、大坂の日本の住民票の住所である。大坂の母方の曾祖母は「勇留島に萱草の花が咲く頃」の著者の大坂みつよである。
2023年1月に妊娠を発表。同年7月11日に第一子となる女児出産を報告。

### 国籍
- 2018年までは法的には日米二重国籍であったが[4][5]、 日本テニス協会に所属している[12]。2019年に22歳の誕生日を迎えるに当たり、日本国籍を選択して必要な手続きを行ったことを同年10月10日に明らかにした[135][注 7]。
- ハイチ系アメリカ人[127]と日本人の両親を持ち、アメリカ合衆国に移住したが、本人は日本、アメリカ、ハイチという3つの国を代表している事を誇りにしている[137]。
- 大阪で産まれ育っているものの、育った環境により日本語はほぼ話せない。そのため、英語を多用している。テニスの記者会見等では英語で質問された後に自らの国籍の言語での質問も受けるのが通例であるため[138][139]、日本語の勉強もしている。
- 父親の出身地、カリブ海の島国ハイチでも偉業をたたえる声が広がっている。中南米の最貧国とあってテニス選手の人口は少ないが、ゆかりのある大坂の活躍は地元メディアが連日大きく報じ、試合も生中継している[140]。

### テニス関連
- 試合のルーティーンを決めていてシューズは右から履く[141]。当日の朝食はスモークサーモンを載せたベーグルを食べる縁起担ぎをしている[59]。しかし初優勝した2018インディアンウェルズ決勝は小麦ではなくサワードウ・トーストであった[54]。
- 憧れの選手はセリーナ・ウィリアムズとロジャー・フェデラー[142]。小学校3年に「将来の夢」というテーマで憧れのセリーナの絵を描き、「彼女のようになりたい」と願いを込め自室に飾った[143]。また良く見る選手はノバク・ジョコビッチ[122]。
- ダリア・カサトキナは大坂なおみが苦手な股抜きショットを教えた[144]直後の2018年インディアンウェルズ決勝に敗れ「股抜きショットが見られなかったことが残念」と話し[145]、次のマイアミ・オープンへプライベートジェット機を共有して向かった[54]。
- 2019年2月7日、ジュニア時代のコーチと称する男性から、コーチ料未払いを理由に訴えられたが[146]、フロリダ州の裁判所は、同年7月29日に開かれた審理の後、生涯獲得賞金の2割を報酬とする契約締結当時の2012年3月に当事者が未成年であり、裁判所に承認もされていないことを理由に、契約は無効であるとして、同年9月13日に大坂側の主張通りこの訴えを退けた[147][148][149]。判決ではコーチングの内容が不明確であることも契約の有効性を否定するものとして示された[150]。
- 人気の高さから数多くの世界的ブランドとスポンサー契約を結んでおり、アメリカの経済誌『フォーブス』の2021年の発表によると、年収は世界の女子スポーツ選手として史上最高の6000万ドル[151]。翌年も5730万ドルで女子選手首位だった[152]。
- 2014バンク・オブ・ウェスト・クラシック時、スポンサーはゼロ。飛行機、ホテル、遠征先の食事代は、両親が支えていた。インタビューで当時持っていなかった携帯電話が欲しいと答えたが、母親に賞金で買いなさいと諭された[21][153]。

### 政治問題
- 黒人差別抗議活動へ熱心に取り組んでおり、2020年にBLMが盛り上がると賛同する言動を見せた。その年のウエスタン・アンド・サザン・オープンでは大会期間中に起きた黒人襲撃事件（ジェイコブ・ブレークへの銃撃事件）に抗議する意を込めて準決勝を棄権すると発表。しかし、大会側も同意で大会日程を1日延期することを表明したため出場を続行した。続く全米オープンでは着用しているマスクに過去の犠牲者の名前を記したことでも大きな話題となった[80]。日本国内では冷ややかな意見も数多く見られたが[154]、海外では共感を呼び、ニューヨーク・タイムズやナイキなどから称賛を受けた[80]。日本には人種差別は存在しないとする声に対し、大坂は2人のコメディアン（Aマッソ）が2019年に大坂なおみの肌の色を侮辱した事実を思い起こさせるツイートを投稿した[155]。同じく黒人系で人種問題に取り組む八村塁と親交がある[156]。
- 2019年1月に公開された大坂なおみをモデルにした日清食品のアニメCMでは肌の色がホワイトウォッシュされているという批判があり、公開中止された[157]。その後少女漫画誌『なかよし』2021年2月号より連載開始された大坂なおみをモデルにした漫画「アンライバルド NAOMI天下一」（構成：水野タマ 監修：大坂まり 作画：上北ふたご）では肌の色に留意されている[158][159]。
- 2021年に開催された2020年東京オリンピックの開会式では、多様性が重視されモーリス・ラヴェルの「ボレロ」が流れている中で、オリンピックの最終聖火ランナーとして聖火台への点火を行った[160]。

### 他エピソード
- 自身のヒーローはバスケットボール界のスーパースターである故コービー・ブライアントで、「心の師」と慕うなど大きな影響を受けている。
- 好きな音楽は黒人音楽で、とりわけビヨンセの大ファンであり、「なぜビヨンセが全米オープンと同時期にマイアミでコンサートを開催することに決めたのか教えて。私、本当に泣きそうなの」とツイッターで発言し、2018全米オープンと同時期にビヨンセのライブが重なったことを嘆いている[161]。
- 好きな料理は日本食で、特に鰻、焼肉、寿司を好む[14]。フロリダ州フォートローダーデール近くのセミノール・ハードロック・ホテル内の高級和食レストラン「KURO」を訪れた写真を、度々ツイッター上で公開している。
- アニメ・漫画好き。特に日本のアニメ、漫画は、日本語を学ぶ材料にもなっている[14]。2016全豪オープンのエリナ・スビトリナ戦後のインタビューで「最強になるんだ、これまでの誰とも違う」と『ポケットモンスター』のテーマソングから答えた事がある[162]。『ユーリ!!! on ICE』を見ていて、平昌オリンピックで、羽生結弦が2大会連続でオリンピック金メダルを獲得した際には、羽生のフリーの演技の動画とともに「本当に泣きそう。今まで誰かの熱狂的なファンになって感激したことないけど、ユウユウ（羽生結弦）の熱狂的ファンになったみたい。」と投稿した[163][164]。『ハイキュー!!』を読んで、バレーボールをしてみたが上手く出来なかったエピソードを明かしている[165]。
- ゲームは『オーバーウォッチ』、『ジ・エルダー・スクロールズ５スカイリム』などが好き。2018年インディアンウェルズ優勝後から退屈しのぎにプレステ4を遠征に持参し始めた。7月にオーバーウォッチのプロリーグであるオーバーウォッチ・リーグ最終戦も観戦した[18]。
- 好きな色は黒。好きな俳優はブラックパンサーに出演したマイケル・B・ジョーダン。好きなテレビドラマは『The Office』[166]。映画は『猿の惑星』[122]。好きな街は東京都渋谷区の原宿である[16]。
- 使うメガネはCOACHのホースアンドキャリッジパイロット[167]。
- オリコンの「好きなスポーツ選手ランキング2018」の「女性部門」で初の1位に輝いた[168]。
- 2019年7月24日、MLBのロサンゼルス・ドジャースの試合前の始球式に登場し、投手板から約3メートル近づいたものの、捕手役の前田健太に対してほぼストライクゾーンへの見事な投球を披露した[169]。
- 2019年9月16日、大阪府知事から感動大阪賞、大阪市長から市長特別表彰が贈られた[170]。
- 2021年「BETアワード」で、最優秀女性アスリート賞を受賞[171]。
- 2022年2月8日にエピックゲームズは「フォートナイト」に大坂が日本時間3月4日から登場することを発表[172]。
- 投資に関しては女子スポーツ界の先駆者的存在でピックルボールやサッカーチームに投資[173]。

## 4大大会優勝
- 全豪オープン 女子シングルス:2勝 (2019, 21年)
- 全米オープン 女子シングルス:2勝 (2018, 20年)

| 年     | 大会         | 対戦相手                 | 試合結果           |
| ------ | ------------ | ------------------------ | ------------------ |
| 2018年 | 全米オープン | セリーナ・ウィリアムズ   | 6-2, 6-4           |
| 2019年 | 全豪オープン | ペトラ・クビトバ         | 7-6(7-2), 5-7, 6-4 |
| 2020年 | 全米オープン | ビクトリア・アザレンカ   | 1-6, 6-3, 6-3      |
| 2021年 | 全豪オープン | ジェニファー・ブレイディ | 6-4, 6-3           |

## WTAツアー決勝進出結果

### シングルス:12回 (7勝6敗)
| 大会グレード                  |
| グランドスラム (4–0)          |
| WTAファイナルズ (0–0)         |
| WTA1000トーナメント (2–3)     |
| WTAエリート・トロフィー (0–0) |
| WTA500トーナメント (1–2)      |
| WTA250トーナメント (0–1)      |

| サーフェス別タイトル |
| ハード (7–6)         |
| クレー (0–0)         |
| 芝 (0–0)             |

| 結果   | No. | 決勝日        | 大会                           | サーフェス | 対戦相手                         | スコア             |
| ------ | --- | ------------- | ------------------------------ | ---------- | -------------------------------- | ------------------ |
| 準優勝 | 1.  | 2016年9月25日 | 東京                           | ハード     | キャロライン・ウォズニアッキ     | 5-7, 3-6           |
| 優勝   | 1.  | 2018年3月18日 | インディアンウェルズ           | ハード     | ダリア・カサトキナ               | 6-3, 6-2           |
| 優勝   | 2.  | 2018年9月8日  | 全米オープン                   | ハード     | セリーナ・ウィリアムズ           | 6-2, 6-4           |
| 準優勝 | 2.  | 2018年9月23日 | 東京*                          | ハード     | カロリナ・プリスコバ             | 4-6, 4-6           |
| 優勝   | 3.  | 2019年1月26日 | 全豪オープン                   | ハード     | ペトラ・クビトバ                 | 7-6(7-2), 5-7, 6-4 |
| 優勝   | 4.  | 2019年9月22日 | 東京**                         | ハード     | アナスタシア・パブリュチェンコワ | 6-2, 6-3           |
| 優勝   | 5.  | 2019年10月6日 | 北京                           | ハード     | アシュリー・バーティ             | 3-6, 6-3, 6-2      |
| 準優勝 | 3.  | 2020年8月28日 | シンシナティ (ニューヨーク)*** | ハード     | ビクトリア・アザレンカ           | 不戦敗(棄権)       |
| 優勝   | 6.  | 2020年9月12日 | 全米オープン                   | ハード     | ビクトリア・アザレンカ           | 1-6, 6-3, 6-3      |
| 優勝   | 7.  | 2021年2月21日 | 全豪オープン                   | ハード     | ジェニファー・ブレイディ         | 6-4, 6-3           |
| 準優勝 | 4.  | 2022年4月2日  | マイアミ                       | ハード     | イガ・シフィオンテク             | 4-6, 0-6           |
| 準優勝 | 5.  | 2025年1月5日  | オークランド                   | ハード     | クララ・タウソン                 | 6-4, 途中棄権      |
| 準優勝 | 6.  | 2025年8月8日  | モントリオール                 | ハード     | ビクトリア・エムボコ             | 6-2, 4-6, 1-6      |

- *東京（有明）改修中につき立川で開催。**東京（有明）改修中につき大阪で開催。***COVID-19の影響によりニューヨークで開催。

## WTA125シリーズ決勝進出結果

### シングルス:2回 (1勝1敗)
| 結果   | No. | 決勝日     | 大会       | サーフェス    | 対戦相手                 | スコア              |
| ------ | --- | ---------- | ---------- | ------------- | ------------------------ | ------------------- |
| 準優勝 | 1.  | 2015年11月 | フワヒン   | ハード (室内) | ヤロスラワ・シュウェドワ | 4-6, 7-6(10-8), 4-6 |
| 優勝   | 1.  | 2025年5月  | サン・マロ | クレー        | カヤ・ジュバン           | 6-1, 7-5            |

## ITFサーキット決勝進出結果

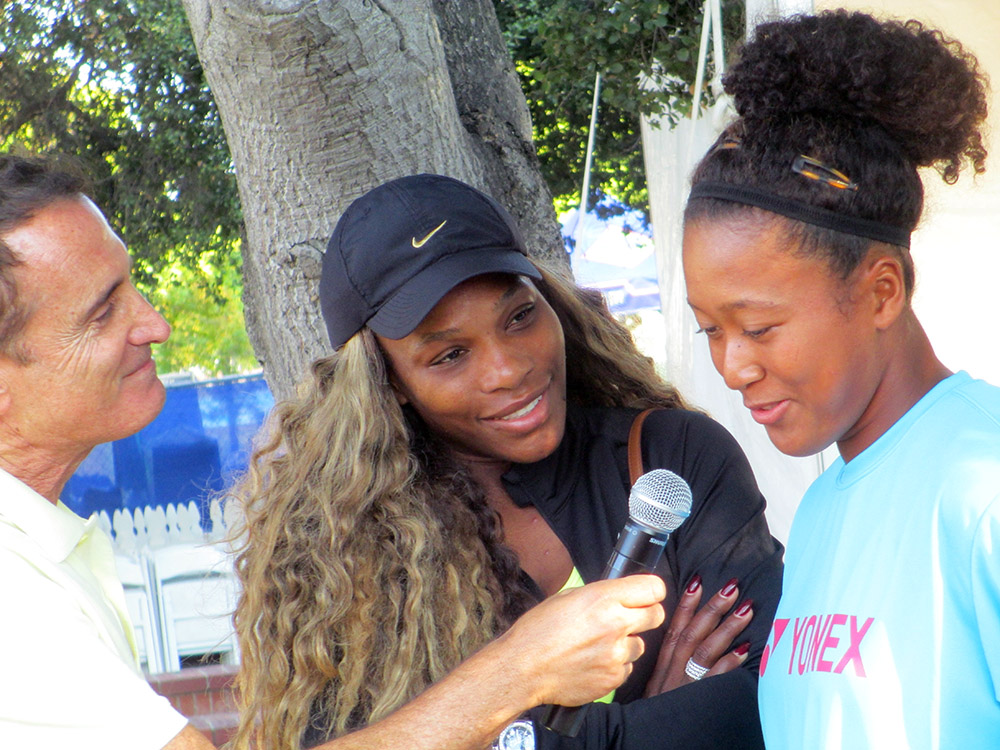
2014バンク・オブ・ウェスト・クラシック、セリーナ・ウィリアムズとともに

### シングルス:4回 (0勝4敗)
| 大会グレード          |
| --------------------- |
| $100,000 トーナメント |
| $75,000 トーナメント  |
| $50,000 トーナメント  |
| $25,000 トーナメント  |
| $15,000 トーナメント  |
| $10,000 トーナメント  |

| サーフェス別タイトル |
| -------------------- |
| ハード (0–3)         |
| クレー (0–0)         |
| 芝 (0–1)             |
| カーペット (0–0)     |

| 結果   | No. | 決勝日    | 大会                            | ランク | サーフェス | 対戦相手                   | スコア        |
| ------ | --- | --------- | ------------------------------- | ------ | ---------- | -------------------------- | ------------- |
| 準優勝 | 1.  | 2013年6月 | エルパソ                        | 25,000 | ハード     | サナズ・マランド           | 4-6, 4-6      |
| 準優勝 | 2.  | 2014年3月 | Irapuato                        | 25,000 | ハード     | Indy de Vroome             | 6-3, 4-6, 1-6 |
| 準優勝 | 3.  | 2015年5月 | カンガルーカップ                | 75,000 | ハード     | 鄭賽賽                     | 6-3, 5-7, 4-6 |
| 準優勝 | 4.  | 2015年6月 | エイゴン サービトン・トロフィー | 50,000 | 芝         | ビタリア・ディアトチェンコ | 6-7(5-7), 0-6 |

## シングルス成績
略語の説明
| W | F | SF | QF | #R | RR | Q# | LQ | A | Z# | PO | G | S | B | NMS | P | NH |

W=優勝, F=準優勝, SF=ベスト4, QF=ベスト8, #R=#回戦敗退, RR=ラウンドロビン敗退, Q#=予選#回戦敗退, LQ=予選敗退, A=大会不参加, Z#=デビスカップ/BJKカップ地域ゾーン, PO=デビスカップ/BJKカッププレーオフ, G=オリンピック金メダル, S=オリンピック銀メダル, B=オリンピック銅メダル, NMS=マスターズシリーズから降格, P=開催延期, NH=開催なし.
| 大会                 | 2013            | 2014            | 2015            | 2016            | 2017            | 2018     | 2019     | 2020     | 2021            | 2022            | 2023            | 2024            | 2025  | 通算成績 |          |
| -------------------- | --------------- | --------------- | --------------- | --------------- | --------------- | -------- | -------- | -------- | --------------- | --------------- | --------------- | --------------- | ----- | -------- | -------- |
| グランドスラム       |                 |                 |                 |                 |                 |          |          |          |                 |                 |                 |                 |       |          |          |
| 全豪オープン         | A               | A               | A               | 3R              | 2R              | 4R       | W        | 3R       | W               | 3R              | A               | 1R              | 3R    | 26–7     |          |
| 全仏オープン         | A               | A               | A               | 3R              | 1R              | 3R       | 3R       | A        | 2R              | 1R              | A               | 2R              | 1R    | 8–8      |          |
| ウィンブルドン       | A               | A               | Q1              | A               | 3R              | 3R       | 1R       | NH       | A               | A               | A               | 2R              | 3R    | 7–5      |          |
| 全米オープン         | A               | A               | Q2              | 3R              | 3R              | W        | 4R       | W        | 3R              | 1R              | A               | 2R              |       | 23–6     |          |
| 合計                 | 0-0             | 0-0             | 0-0             | 6-3             | 5-4             | 14-3     | 12-3     | 9-1      | 9-1             | 2-3             | 0-0             | 3-4             | 4-3   | 64–25    |          |
| 年間最終戦           |                 |                 |                 |                 |                 |          |          |          |                 |                 |                 |                 |       |          |          |
| WTAファイナルズ      | Did Not Qualify | Did Not Qualify | Did Not Qualify | Did Not Qualify | Did Not Qualify | RR       | RR       | NH       | Did Not Qualify | Did Not Qualify | Did Not Qualify | Did Not Qualify |       | 1–3      |          |
| WTA1000トーナメント  |                 |                 |                 |                 |                 |          |          |          |                 |                 |                 |                 |       |          |          |
| カタール             | A               | A               | NMS             | A               | NMS             | 2R       | NMS      | A        | NMS             | A               | NMS             | QF              | A     | 3–2      |          |
| ドバイ               | NMS             | NMS             | A               | NMS             | 2R              | NMS      | 2R       | NMS      | A               | NMS             | A               | A               | A     | 1–2      |          |
| インディアンウェルズ | A               | A               | A               | Q2              | 3R              | W        | 3R       | NH       | A               | 2R              | A               | 3R              | 1R    | 14–5     |          |
| マイアミ             | A               | A               | A               | 3R              | 2R              | 2R       | 2R       | NH       | QF              | F               | A               | 3R              | 4R    | 17–8     |          |
| マドリード           | A               | A               | A               | Q2              | A               | 1R       | QF       | NH       | 2R              | 2R              | A               | 2R              | 1R    | 6–6      |          |
| ローマ               | A               | A               | A               | A               | 1R              | 2R       | QF       | A        | 2R              | A               | A               | 4R              | 4R    | 9–6      |          |
| カナダ               | A               | A               | A               | Q1              | 3R              | 1R       | QF       | NH       | A               | 1R              | A               | 2R              | F     | 11–6     |          |
| シンシナティ         | A               | A               | A               | Q2              | A               | 1R       | QF       | F        | 3R              | 1R              | A               | Q2              | A     | 7–4      |          |
| 武漢                 | A               | A               | A               | A               | 1R              | A        | A        | Not Held | Not Held        | Not Held        | Not Held        | A               |       | 0–1      |          |
| 北京                 | A               | A               | A               | Q1              | 1R              | SF       | W        | Not Held | Not Held        | Not Held        | A               | 4R              |       | 13–3     |          |
| 国別対抗戦           |                 |                 |                 |                 |                 |          |          |          |                 |                 |                 |                 |       |          |          |
| オリンピック         | Not Held        | Not Held        | Not Held        | A               | Not Held        | Not Held | Not Held | Not Held | 3R              | Not Held        | Not Held        | 1R              | NH    | 2–2      |          |
| BKJカップ            | A               | A               | A               | A               | Z1              | PO       | A        | NH       | QR              | A               | A               | QF              |       | 5–2      |          |
| 通算成績             |                 |                 |                 |                 |                 |          |          |          |                 |                 |                 |                 |       |          |          |
|                      | 2013            | 2014            | 2015            | 2016            | 2017            | 2018     | 2019     | 2020     | 2021            | 2022            | 2023            | 2024            | 2025  | 通算成績 | 通算成績 |
| 出場大会数           | 0               | 2               | 2               | 13              | 22              | 20       | 17       | 4        | 8               | 11              | 0               | 16              | 12    | 127      |          |
| 優勝大会数           | 0               | 0               | 0               | 0               | 0               | 2        | 3        | 1        | 1               | 0               | 0               | 0               | 0     | 7        |          |
| 決勝進出大会数       | 0               | 0               | 0               | 1               | 0               | 3        | 3        | 2        | 1               | 1               | 0               | 0               | 2     | 13       |          |
| ハード勝–敗          | 0–0             | 2–2             | 0–2             | 18–11           | 12–13           | 29–13    | 30–7     | 16–2     | 16–4            | 12–7            | 0–0             | 12–8            | 16–6  | 163–75   |          |
| クレー勝–敗          | 0–0             | 0–0             | 0–0             | 2–2             | 2–5             | 5–4      | 9–2      | 0–1      | 3–2             | 1–2             | 0–0             | 5–5             | 3–3   | 30–26    |          |
| 芝勝–敗              | 0–0             | 0–0             | 0–0             | 0–0             | 4–4             | 6–3      | 1–2      | 0–0      | 0–0             | 0–0             | 0–0             | 3–3             | 3–3   | 17–15    |          |
| 本戦勝–敗            | 0–0             | 2–2             | 0–2             | 20–13           | 18–22           | 40–20    | 40–11    | 16–3     | 19–6            | 13–9            | 0–0             | 20–16           | 22–12 | 210–116  |          |
| 年末の順位           | 430             | 250             | 203             | 40              | 68              | 5        | 3        | 3        | 13              | 42              | –               | 60              |       |          |          |

## 対戦成績

### トップ10選手との対戦成績
| 選手（最高位）               | 勝敗  | ハード | クレー | 芝  | 最終戦                                             |
| 1位                          |       |        |        |     |                                                    |
| セリーナ・ウィリアムズ       | 2–0   | 2–0    | 0–0    | 0–0 | 勝(6–2, 6–4)2018全米オープン                       |
| マリア・シャラポワ           | 1–0   | 1–0    | 0–0    | 0–0 | 勝(6–4, 6–4)2018インディアンウェルズ               |
| ビクトリア・アザレンカ       | 1–1   | 0–1    | 2–0    | 0–0 | 勝(4-6, 7-5, 6–3)2019全仏オープン                  |
| ビーナス・ウィリアムズ       | 1–1   | 1–0    | 0–0    | 0–1 | 勝(7–5, 6–2)2017香港                               |
| カロリナ・プリスコバ         | 2–2   | 2–2    | 0–0    | 0–0 | 勝(6-2, 4–6, 6-4)2019全豪オープン                  |
| アンゲリク・ケルバー         | 1–4   | 1–3    | 0–0    | 0–1 | 負(4–6, 7-5, 4–6)2018WTAファイナルズ               |
| シモナ・ハレプ               | 1–4   | 1–2    | 0–2    | 0–0 | 負(1-6、0-6)2018 ローマ                            |
| キャロライン・ウォズニアッキ | 0–2   | 0–1    | 0–0    | 0–1 | 負(2–6, 6–7(5–7))2017イーストボーン                |
| 2位                          |       |        |        |     |                                                    |
| スベトラーナ・クズネツォワ   | 1–0   | 1–0    | 0–0    | 0–0 | 勝(6–2, 6–4)2016天津                               |
| アグニエシュカ・ラドワンスカ | 1–0   | 1–0    | 0–0    | 0–0 | 勝(6–3, 6–2)2018インディアンウェルズ               |
| ペトラ・クビトバ             | 1–0   | 1–0    | 0–0    | 0–0 | 勝(7–6(7–2), 5–7, 6–4)2019全豪オープン             |
| アシュリー・バーティ         | 1–1   | 1–0    | 0–0    | 0–1 | 負(6-3, 6–4)2018ノッティンガム                     |
| 3位                          |       |        |        |     |                                                    |
| エリナ・スビトリナ           | 3–3   | 3–3    | 0–0    | 0–0 | 勝(6-4, 6-1)2019全豪オープン                       |
| スローン・スティーブンス     | 0–2   | 0–2    | 0–0    | 0–0 | 負(5-7, 6-4, 1–6)2018WTAファイナルズ               |
| 4位                          |       |        |        |     |                                                    |
| ドミニカ・チブルコバ         | 4–0   | 2–0    | 2–0    | 0–0 | 勝(6–3, 6–3)2019ローマ                             |
| サマンサ・ストーサー         | 1–0   | 1–0    | 0–0    | 0–0 | 勝(4–6, 7–6(9–7), 7–5)2014スタンフォード           |
| 伊達公子                     | 0–1   | 0–1    | 0–0    | 0–0 | 負(7–6(7–3), 4–6, 3–6)2015スタンフォード           |
| ジョアンナ・コンタ           | 0–3   | 0–2    | 0–1    | 0–0 | 負(6–7(5–7), 6–3, 1–6)2017シュトゥットガルト       |
| キキ・ベルテンス             | 1-1   | 1-1    | 0–0    | 0–0 | 負(3-6, ret)2018WTAファイナルズ                    |
| 5位                          |       |        |        |     |                                                    |
| サラ・エラニ                 | 1–0   | 1–0    | 0–0    | 0–0 | 勝(6–1, 6–3)2016マイアミ・オープン                 |
| ダニエラ・ハンチュコバ       | 1–0   | 0–0    | 1–0    | 0–0 | 勝(6–2, 7–5)2016ポルシェ・テニス・グランプリ       |
| エレナ・オスタペンコ         | 1–0   | 0–0    | 1–0    | 0–0 | 勝(6–4, 7–5)2016全仏オープン                       |
| ルーシー・サファロバ         | 0–1   | 0–0    | 0–0    | 0–1 | 負(2–6, 4–6)2017バーミンガム・クラシック           |
| 6位                          |       |        |        |     |                                                    |
| カルラ・スアレス・ナバロ     | 0–2   | 0–1    | 0–1    | 0–0 | 負(6–7(2–7), 2–6)2018 ロジャーズ・カップ           |
| 7位                          |       |        |        |     |                                                    |
| ベリンダ・ベンチッチ         | 1–2   | 1–1    | 0–1    | 0–0 | 勝(6–3, 2-6, 5-7)2019マドリード                    |
| マディソン・キーズ           | 1–3   | 1–2    | 0–1    | 0–0 | 勝(6-2,6-4)2018全米オープン                        |
| 9位                          |       |        |        |     |                                                    |
| ココ・バンダウェイ           | 1–0   | 1–0    | 0–0    | 0–0 | 勝(6–7(4–7), 6–3, 6–4)2016全米オープン             |
| ユリア・ゲルゲス             | 2–1   | 2–0    | 0–1    | 0–0 | 勝(6–1, 6–2)2018チャイナ・オープン                 |
| アンドレア・ペトコビッチ     | 0–1   | 0–1    | 0–0    | 0–0 | 負(2–6, 2–6)2014バンク・オブ・ウェスト・クラシック |
| アリーナ・サバレンカ         | 1–0   | 1–0    | 0–0    | 0–0 | 勝(6-3, 2-6, 6–4)2018全米オープン                  |
| 10位                         |       |        |        |     |                                                    |
| クリスティナ・ムラデノビッチ | 2–1   | 2-1    | 0–0    | 0–0 | 勝(6–3, 6–4)2019インディアンウェルズ               |
| 合計                         | 25–29 | 22–19  | 3–6    | 0–4 |                                                    |

### 世界トップ10選手勝利記録
| 年     | 2017 | 2018 | 2019 | 合計 |
| 勝利数 | 2    | 3    | 5    | 10   |

| No.  | 対戦相手                 | ランク | 大会                                             | サーフェス | ラウンド | スコア             | 大坂 ランク |
| ---- | ------------------------ | ------ | ------------------------------------------------ | ---------- | -------- | ------------------ | ----------- |
| 2017 |                          |        |                                                  |            |          |                    |             |
| 1.   | アンゲリク・ケルバー     | No. 6  | 全米オープン, アメリカ合衆国                     | ハード     | 1回戦    | 6–3, 6–1           | No. 45      |
| 2.   | ビーナス・ウィリアムズ   | No. 5  | 香港オープン, 香港                               | ハード     | 2回戦    | 7–5, 6–2           | No. 64      |
| 2018 |                          |        |                                                  |            |          |                    |             |
| 3.   | カロリナ・プリスコバ     | No. 5  | インディアンウェルズ・マスターズ, アメリカ合衆国 | ハード     | 準々決勝 | 6–2, 6–3           | No. 44      |
| 4.   | シモナ・ハレプ           | No. 1  | インディアンウェルズ・マスターズ, アメリカ合衆国 | ハード     | 準決勝   | 6–3, 6–0           | No. 44      |
| 5.   | ユリア・ゲルゲス         | No. 10 | 北京オープン, 中国                               | ハード     | 3回戦    | 6–1, 6–2           | No. 6       |
| 2019 |                          |        |                                                  |            |          |                    |             |
| 6.   | エリナ・スビトリナ       | No. 7  | 全豪オープン, オーストラリア                     | ハード     | 準々決勝 | 6–4, 6–1           | No. 4       |
| 7.   | カロリナ・プリスコバ     | No. 8  | 全豪オープン, オーストラリア                     | ハード     | 準決勝   | 6–2, 4–6, 6–4      | No. 4       |
| 8.   | ペトラ・クビトバ         | No. 6  | 全豪オープン, オーストラリア                     | ハード     | 決勝     | 7–6(7–2), 5–7, 6–4 | No. 4       |
| 9.   | ビアンカ・アンドレースク | No. 5  | 北京オープン, 中国                               | ハード     | 準々決勝 | 5-7, 6-3, 6-4      | No. 4       |
| 10.  | アシュリー・バーティ     | No. 1  | 北京オープン, 中国                               | ハード     | 決勝     | 3-6, 6-3, 6-2      | No. 4       |

### ダブルベーグルマッチ (6–0, 6–0)
| 結果 | 年   | No. | 大会                                       | サーフェス | 対戦相手                       | ランク | ラウンド          |
| ---- | ---- | --- | ------------------------------------------ | ---------- | ------------------------------ | ------ | ----------------- |
| 勝   | 2013 | 1.  | ITFサーキット, ロックヒル, アメリカ合衆国  | ハード     | Gail Falkenberg                | –      | Q1                |
| 勝   | 2018 | 2.  | 全米オープン, ニューヨーク, アメリカ合衆国 | ハード     | アリアクサンドラ・サスノビッチ | 33     | R32 (third round) |

## 女子ダブルス成績

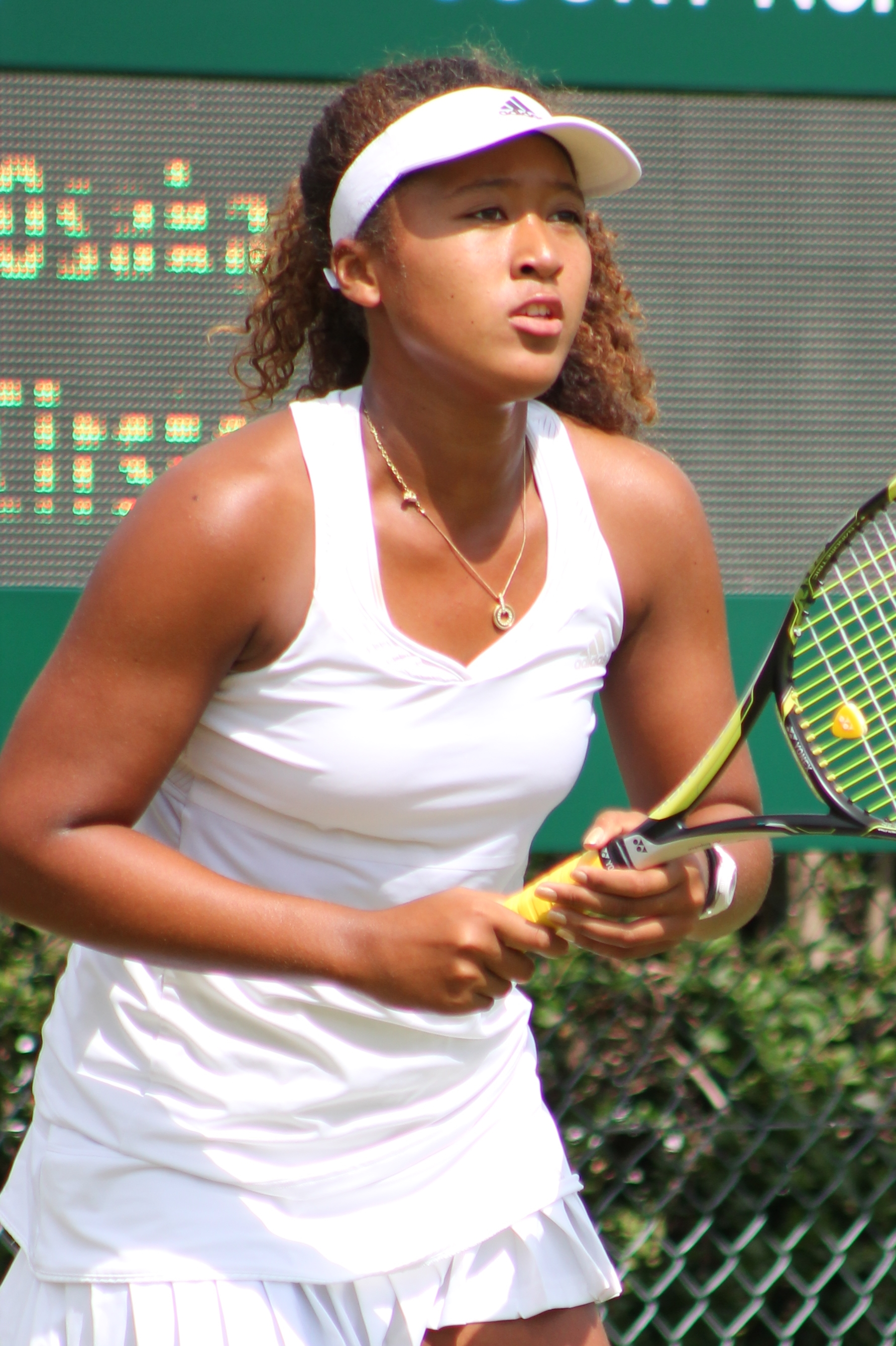
2015ウィンブルドン予選

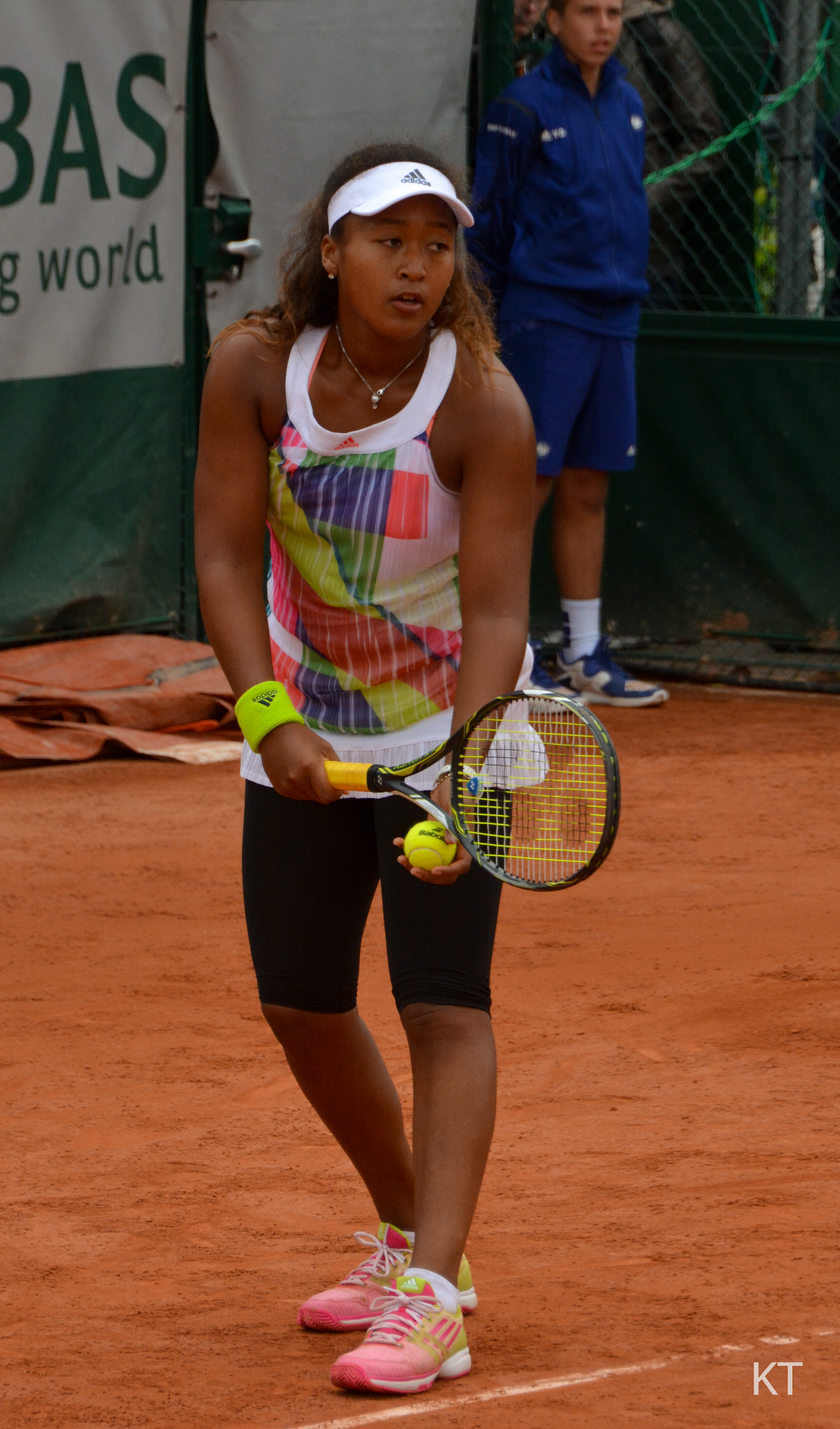
2016全仏オープン

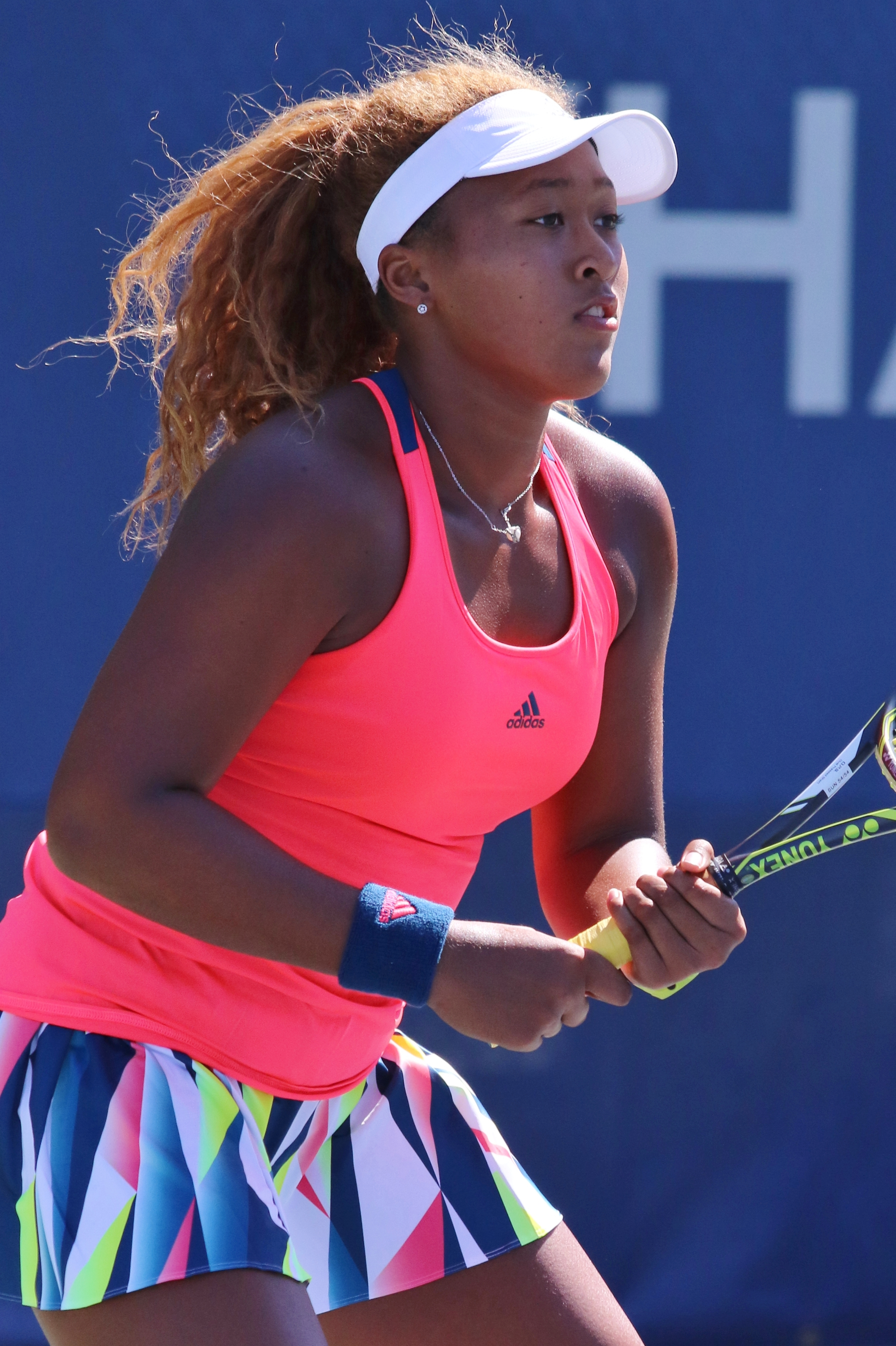
2016全米オープン

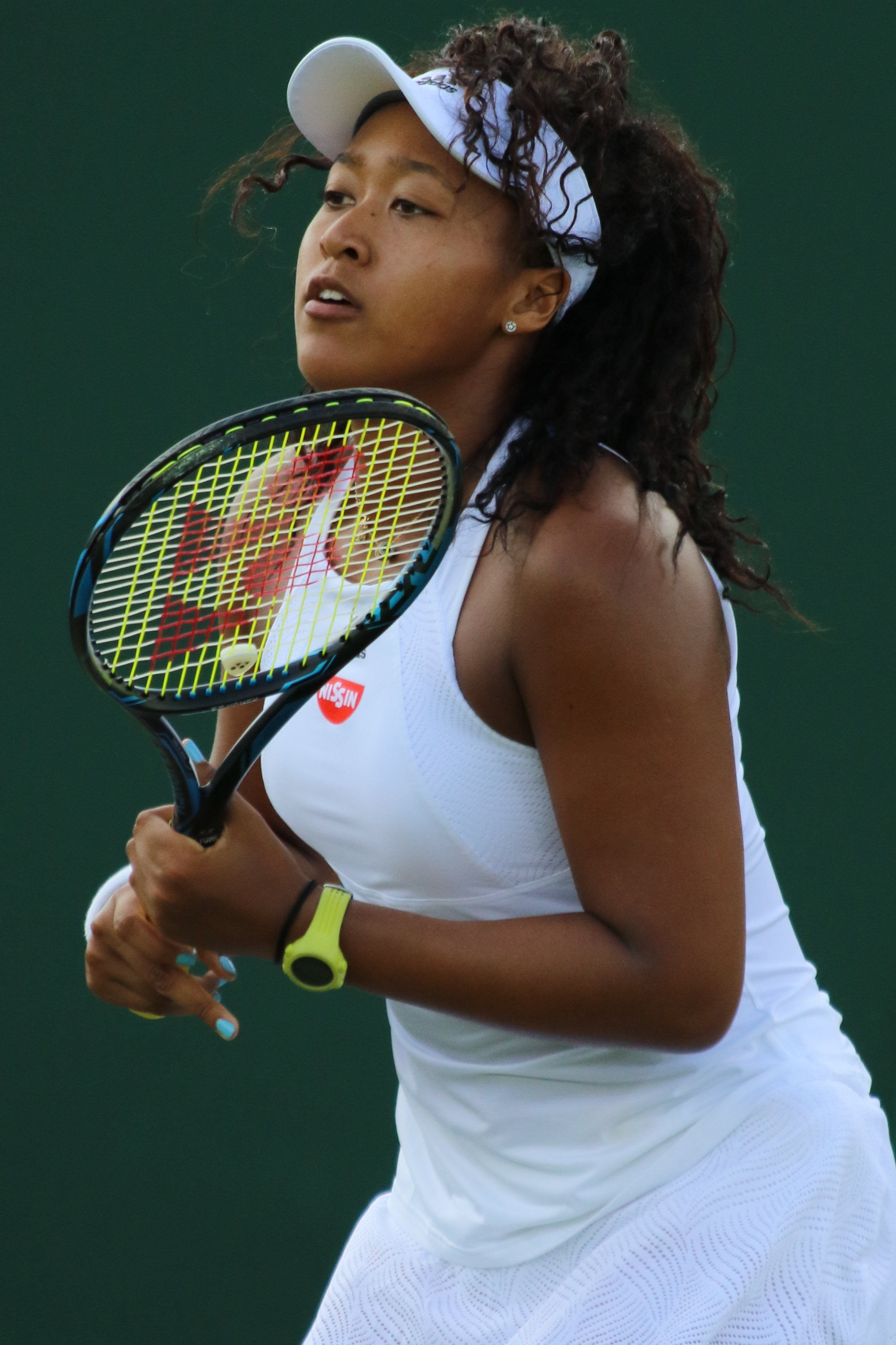
2017年ウィンブルドン

略語の説明
| W | F | SF | QF | #R | RR | Q# | LQ | A | Z# | PO | G | S | B | NMS | P | NH |

W=優勝, F=準優勝, SF=ベスト4, QF=ベスト8, #R=#回戦敗退, RR=ラウンドロビン敗退, Q#=予選#回戦敗退, LQ=予選敗退, A=大会不参加, Z#=デビスカップ/BJKカップ地域ゾーン, PO=デビスカップ/BJKカッププレーオフ, G=オリンピック金メダル, S=オリンピック銀メダル, B=オリンピック銅メダル, NMS=マスターズシリーズから降格, P=開催延期, NH=開催なし.
| 大会                 | 2012         | 2013         | 2014         | 2015         | 2016         | 2017         | 勝率 | 勝敗 |
| -------------------- | ------------ | ------------ | ------------ | ------------ | ------------ | ------------ | ---- | ---- |
| グランドスラム       |              |              |              |              |              |              |      |      |
| 全豪オープン         | A            | A            | A            | A            | A            | 1R           | 0/1  | 0–1  |
| 全仏オープン         | A            | A            | A            | A            | 2R           | A            | 0/1  | 1–1  |
| ウィンブルドン       | A            | A            | A            | A            | A            | 1R           | 0/1  | 0–1  |
| 全米オープン         | A            | A            | A            | A            | 1R           | 1R           | 0/2  | 0–2  |
| 勝敗                 | 0-0          | 0-0          | 0-0          | 0-0          | 1-2          | 0-3          | 0/5  | 1-4  |
| プレミアマンダトリー |              |              |              |              |              |              |      |      |
| インディアンウェルズ | A            | A            | A            | A            | A            | A            | 0/0  | 0–0  |
| マイアミ             | A            | A            | A            | A            | A            | 1R           | 0/1  | 0–1  |
| マドリード           | A            | A            | A            | A            | A            | A            | 0/0  | 0–0  |
| 北京                 | A            | A            | A            | A            | A            | A            | 0/0  | 0–0  |
| 勝敗                 | 0-0          | 0-0          | 0-0          | 0-0          | 0-0          | 0-1          | 0/1  | 0-1  |
| キャリア統計         | キャリア統計 | キャリア統計 | キャリア統計 | キャリア統計 | キャリア統計 | キャリア統計 | 通算 | 通算 |
| 出場大会             | 4            | 1            | 2            | 0            | 2            | 5            | 14   | 14   |
| ハード勝敗           | 1-2          | 0-1          | 0–2          |              | 0–1          | 0–4          | 1-10 | 1-10 |
| クレー勝敗           | 0-2          |              |              |              | 1–1          |              | 1-3  | 1-3  |
| 芝勝敗               |              |              |              |              |              | 0–1          | 0-1  | 0-1  |
| 勝敗                 | 1-4          | 0-1          | 0-2          |              | 1-2          | 0-5          | 2-14 | 2-14 |
| 年末ランキング       |              |              | 1279         |              | 374          | 699          |      |      |

## WTAツアー獲得賞金
| 年   | シングルス優勝 | シングルス優勝 | シングルス優勝 | 賞金       | 賞金   |
| 年   | 4大大会        | WTAツアー      | 合計           | US$        | ランク |
| ---- | -------------- | -------------- | -------------- | ---------- | ------ |
| 2014 | 0              | 0              | 0              | 22,166     | 319    |
| 2015 | 0              | 0              | 0              | 45,820     | 248    |
| 2016 | 0              | 0              | 0              | 548,680    | 62     |
| 2017 | 0              | 0              | 0              | 593,912    | 56     |
| 2018 | 1              | 1              | 2              | 6,394,289  | 2      |
| 2019 | 1              | 2              | 3              | 6,788,282  | 3      |
| 2020 | 1              | 0              | 1              | 3,352,755  | 2      |
| 2021 | 1              | 0              | 1              | 2,306,222  | 8      |
| 2022 | 0              | 0              | 0              | 1,100,796  | 30     |
| 2023 | 0              | 0              | 0              | 0          | −      |
| 2024 | 0              | 0              | 0              | 628,911    | 64     |
| 通算 | 4              | 3              | 7              | 21,806,163 | 21     |

*2024年現在

## 四大大会シード
| 年   | 全豪オープン | 全仏オープン | ウィンブルドン | 全米オープン |
| ---- | ------------ | ------------ | -------------- | ------------ |
| 2015 | A            | A            |                |              |
| 2016 |              |              | A              |              |
| 2017 |              |              |                |              |
| 2018 |              | 21st         | 18th           | 20th         |
| 2019 | 4th          | 1st          | 2nd            | 1st          |
| 2020 | 3rd          |              | NH             | 4th          |
| 2021 | 3rd          | 2nd          | A              | 3rd          |
| 2022 | 13th         |              | A              |              |
| 2023 | A            | A            | A              | A            |
| 2024 |              |              |                |              |

| 17-32 | 9-16 | 5-8  |      |
| No.4  | No.3 | No.2 | No.1 |

## フェドカップ
出場:2 (5–1)
| 大会グレード                         |
| ------------------------------------ |
| ワールドグループ I (0–0)             |
| ワールドグループ I プレーオフ (0–0)  |
| ワールドグループ II (0–0)            |
| ワールドグループ II プレーオフ (1–1) |
| アジア/オセアニア グループ (4–0)     |

| サーフェス別     |
| ---------------- |
| ハード (5–1)     |
| クレー (0–0)     |
| 芝 (0–0)         |
| カーペット (0–0) |

| 試合別           |
| ---------------- |
| シングルス (5–1) |
| ダブルス (0–0)   |

| 試合場           |
| ---------------- |
| インドア (5–1)   |
| アウトドア (0–0) |

| 大会                                          | ステージ   | 日付    | 場所                  | 対戦国           | サーフェス | 対戦相手           | W/L | スコア        |
| --------------------------------------------- | ---------- | ------- | --------------------- | ---------------- | ---------- | ------------------ | --- | ------------- |
| フェドカップ2017 アジア/オセアニア グループ I | グループB  | 2月8日  | アスタナ カザフスタン | インド代表       | ハード (i) | Karman Thandi      | W   | 6-2, 6-2      |
| フェドカップ2017 アジア/オセアニア グループ I | グループB  | 2月9日  | アスタナ カザフスタン | フィリピン代表   | ハード (i) | Khim Iglupas       | W   | 6-2, 6-1      |
| フェドカップ2017 アジア/オセアニア グループ I | グループB  | 2月10日 | アスタナ カザフスタン | 中国代表         | ハード (i) | Zhang Kailin       | W   | 1-6, 6-2, 6-3 |
| フェドカップ2017 アジア/オセアニア グループ I | プレーオフ | 2月11日 | アスタナ カザフスタン | カザフスタン代表 | ハード (i) | ガリナ・ボスコボワ | W   | 4-6, 6-1, 6-2 |
| フェドカップ2018 ワールドグループ グループ II | プレーオフ | 4月21日 | 三木市 日本           | イギリス代表     | ハード (i) | ヘザー・ワトソン   | W   | 6-2, 6-3      |
| フェドカップ2018 ワールドグループ グループ II | プレーオフ | 4月22日 | 三木市 日本           | イギリス代表     | ハード (i) | ジョアンナ・コンタ | L   | 3-6, 3-6      |

## 用具
- ラケット
  - ヨネックス EZONE 98
- ストリング
  - メイン
    - ヨネックス POLYTOUR PRO 125 （-2018年）
    - ヨネックス POLYTOUR STRIKE 125 （2019年-）

  - クロス
    - ヨネックス AERON SUPER 850（-2016年）[183]
    - ヨネックス REXIS 130（2017年-2018年）
    - ヨネックス POLYTOUR STRIKE 125 （2019年-）
- シューズ
  - アディダス adizero UBERSONIC 3 AC W[184]
- ウェア
  - アディダス（-2019年）
  - ナイキ（2020年-）
- バッグ
  - ヨネックス PRO series
- 時計
  - シチズン時計 Eco-Drive Bluetooth BZ4006-01E（2018年）[185]
  - シチズン時計 Eco-Drive Bluetooth W410（2019年）[186]

## 受賞歴
- WTAアワード 年間最優秀新人賞 2016
- 日本スポーツ賞 奨励賞 2018
- 朝日スポーツ賞 2018
- 毎日スポーツ人賞 ベストアスリート賞 2018
- 日本スポーツ賞 奨励賞 2018
- ビッグスポーツ賞 ビッグスポーツ特別賞 2018
- ローレウス世界スポーツ賞 年間最優秀成長選手賞 2019
- JOCスポーツ賞 最優秀賞 2018
- GQ Men of the Year2020 アクティビスト・オブ・ザ・イヤー賞[187]
- ローレウス世界スポーツ賞 年間最優秀女子選手賞 2021[188]

## 代表歴
- フェドカップ日本代表
  - フェドカップ アジア・オセアニアゾーン１部 2017,2018
- ホップマンカップ日本代表[注 8]
  - ホップマンカップ 2018

## 活動拠点

### 練習場
- 靱テニスセンター （2000年-2001年）[14]
- ナショナル・テニス・センター （2001年-2006年）[19]
- ペンブロークパインズの公共コート（2006年-不明）[13]
- ISPアカデミー （2013年前後）[189]
- ハロルド・ソロモン学院(現フロリダSBTテニスアカデミー[190])（2014年5月-不明）(フォートローダーデール)[19]
- プロワールドテニスアカデミー （2015年10月以前-2016年11月）(パームビーチ郡デルレイビーチ)[191]
- エバートテニスアカデミー （-2018年）(ボカラトン)[10]

### 居住地
- 大阪府大阪市中央区空堀商店街近く（1997年-2001年）[3]
- ニューヨーク州ロングアイランドエルモント （2001年-2006年）[17]
- ペンブロークパインズ （2008年前後）[13][126]
- フォートローダーデール （2014年前後）[122]
- ボカラトン （-2017年4月）今の住居から30分くらいのところにあるアパートで、3分の1の広さ。
- ボカラトン （2017年4月-）練習拠点のエバートテニスアカデミーまで車で5分。土地は518平方m、床面積は269平方m、寝室が4つある。約5000万円で購入した。購入者名義は母である[192]。

## コーチ
- コーチ
  - パトリック・タウマ - （2013年前後）ビーナス・ウィリアムズ、セリーナ・ウィリアムズ、ジェニファー・カプリアティ、マリア・シャラポワ、マリー・ピエルスらを指導した[189][193]。
  - ハロルド・ソロモン - （2014年5月-不明）元男子シングルス世界ランキング5位の選手[21]。
  - アントニオ・ヴァン・グリチェン - （2016年4月-2016年9月）2005年から5年間ビクトリア・アザレンカの元コーチを務めた[194]。
  - デビッド・テイラー - （2016年9月[195]-2017年12月）サマンサ・ストーサー、アナ・イバノビッチ、マルチナ・ヒンギスの元コーチ。大坂なおみの後はエレナ・オスタペンコのコーチとなった[196]。
  - サーシャ・バイン - （2017年12月-2019年2月[74]）元男子シングルス世界ランキング1149位の選手。2007年から元世界ランキング1位のセリーナ・ウィリアムズを8年[197]、ビクトリア・アザレンカを2年ヒッティング・コーチ。2018年の全豪オープン女王のキャロライン・ウォズニアッキを1年[198]アシスタント・コーチを務めた[199]。2018年のWTAアワードコーチ・オブ・ザ・イヤーに選ばれた[200]。
  - ジャーメーン・ジェンキンス - （2019年3月-）元世界ランキング1386位の選手[201]。

- ストレングス＆コンディショニングコーチ
  - アブドゥル・シラー - （2018年3月-）2004年から約3年間セリーナ・ウィリアムズ、その後スローン・スティーブンスを担当した[202]。
- アスレティックトレーナー
  - 茂木奈津子 - （2018年[203]）
  - クリスティ・スター - （2019年-）理学療法士。WTAの公認資格を持ち、西洋の最先端技術と東洋のはり治療などを織り交ぜたケアを行う。元セリーナ・ウィリアムズも担当していた[204]

## マネージメント
- オクタゴン・ワールドワイド - （-2016年9月）エージェントはDaniel Balog[205]。
- インターナショナル・マネジメント・グループ - （2016年9月[206]-）エージェントはスチュアート・ドゥグッド。他に鄭現、ケビン・アンダーソンらも抱える。鄭現にATPコーチ・オブ・ザ・イヤーに選ばれたネビル・ゴッドウィン、大坂なおみにサーシャ・バインをコーチに選んだ[202]。

## スポンサー
- 日清食品ホールディングス - （所属契約）（2016年11月-）[8][207]
- ヨネックス - （ラケット、ストリング）（用具提供2008年-、プロ契約2014年-）[25][208]
- アディダス - （シューズ、ウェア）
- WOWOW - （WOWOWテニス・イメージキャラクター）（2016年11月-）[209]
- シチズン時計 - （ブランドアンバサダー）（2018年8月-）[185]
- 日産自動車 - （ブランドアンバサダー）（2018年9月-）GT-R NISMOを贈呈された[210][211]。
- 資生堂 - （ブランドアンバサダー）（2018年12月-）アネッサとベアミネラルのブランドアンバサダーを務める[212]
- ANA - （スポンサー）（2019年1月-）[213]

## メディア出演

### 広告
- WOWOW WOWOWに入りましょう「錦織圭選手&大坂なおみ選手 イヤホン篇」（2017年）[214]
- 日清食品ホールディングス カップヌードル広告「大坂半端ないって 篇」（2018年）[215]
- 日清食品ホールディングス カップヌードル広告「熱湯コート園 篇」（2018年）
- 日産自動車 企業広告「The Game Changers」篇（2019年2月 - ）[216]
- P&Gジャパン アリエール広告 「アリエールプラチナスポーツ 液体洗剤/ジェルボール3D 誕生編」（2019年2月 - ）[217]
- 資生堂 ANESSA広告
  - 「Question」篇「Answer」篇（2019年6月 -）
  - 「太陽の下で」篇（2020年5月 -）
- メイベリン ニューヨーク「Brave Together」（2024年9月 - ）[218]

### テレビ
- 『夢対決!とんねるずのスポーツ王は俺だ!スペシャル』 テレビ朝日#18 （2017年1月2日）

他多数
- 『大坂なおみ』 Netflixオリジナル・ドキュメンタリーシリーズ　(2021年7月16日) [219]